# Nobati

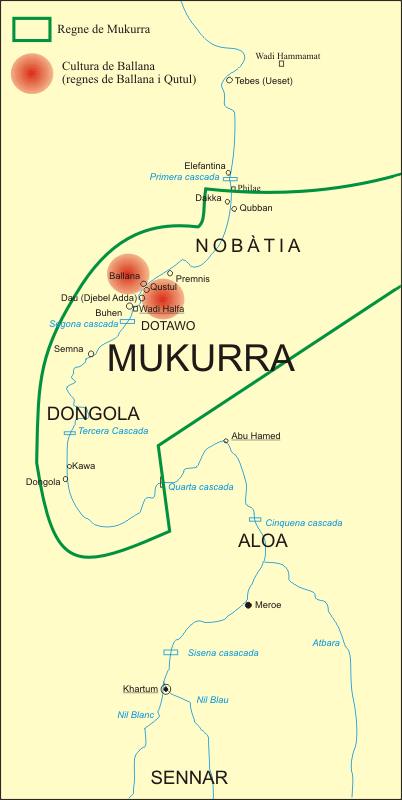
L'antico regno di Nobazia.

I Nobati (in latino Nobates) erano una popolazione della Nubia, alleata dell'impero romano ai tempi di Diocleziano. 
(Procopio di Cesarea, Guerre, I, 19.)

## Storia
Di questa popolazione sappiamo che nel 298, al termine di una rivolta sorta in Egitto e soffocata nel sangue dall'imperatore romano Diocleziano, fu ripristinata la circolazione lungo le coste del Mar Rosso, ma i territori del Dodecascheno furono abbandonati ed affidati ai Nobati, come federati contro i Blemmi.
Il regno dei Nobati era posizionato nell'antica Nubia, con capitale Pajoras, l'attuale Faras (costruita tra i secoli IV e V). Si ritiene che il regno di Nobazia sia la naturale prosecuzione di ciò che fu ai tempi di Augusto, il regno di Napata (da cui deriverebbe appunto il termine Nobazia) e quello di Meroe.
Nel 330 al tempo di Costantino I, un certo Ezana, re di Axum, ampliò i suoi domini verso ovest, battendo i Nobati e distruggendo la città di Meroe.
Nel 391 l'imperatore Teodosio I, quando stabilì di proibire i culti pagani ovunque nell'impero romano, esentò da tale editto la sola isola di File, sul confine con Nobati e Blemmi, per il timore di loro ritorsioni con conseguenti nuove incursioni in territorio romano. Vi è, infine, da aggiungere che dal regno di Diocleziano a quello di Giustiniano, i governatori romani dell'Egitto pagarono annualmente un tributo in oro per prevenire loro possibili incursioni nei territori romani.

## Religione
(Procopio di Cesarea, Guerre, I, 19.)

### Fonti primarie
- Procopio di Cesarea, Guerre: persiana, vandalica e gotica, I.

### Fonti secondarie
- Autori Vari, Roma e i Barbari, la nascita di un nuovo mondo, Milano, catalogo della mostra di Palazzo Grassi a Venezia, a cura di Jean-Jacques Aillagon, 2008, ISBN 978-88-6130-647-9.
- (EN) Robert B. Jackson, At empire's edge. Exploring Rome's egyptian frontier, New Haven & Londra, Yale Univ.Press, 2002, ISBN 0-300-08856-6.
- Santo Mazzarino, L'impero romano, Bari, 1973, ISBN 88-420-2377-9, e.